# Nadia El Fani
Nadia El Fani (àrab: نادية الفاني, Nādiya al-Fānī) (París, 1960) és una directora, guionista i productora de cinema franco-tunisiana. Ha dirigit principalment pel·lícules documentals sobre drets humans, drets de les dones, laïcisme i crítica a la religió.

## Carrera fins al 2011
Nadia El Fani va néixer de mare francesa i pare tunisià. El seu pare, Béchir El Fani, va ser un dels líders del Partit Comunista de Tunísia després de la independència. Ell va aparèixer a la seva pel·lícula Ouled Lenine. És germana del director de fotografia Sofian El Fani.
Va començar a treballar al cinema com a becària 1982 a la pel·lícula Misunderstood de Jerry Schatzberg, rodat a Tunísia. A continuació, es va convertir en ajudant de direcció i va treballar, entre d'altres, amb Roman Polanski, Nouri Bouzid, Romain Goupil i Franco Zeffirelli. El 1990 va dirigir el seu primer curtmetratge i va crear la seva primera va crear la seva primera empresa de producció de vídeo a Tunísia, Z'Yeux Noirs Movies, per produir i dirigir les seves pel·lícules en aquest país. Estant propera a grups militants feministes tunisians, va començar a fer documentals el 1993 amb Femmes Leader du Maghreb i Tanitez-moi.
El Fani es va traslladar a París el 2002, durant la postproducció de la seva primera pel·lícula de ficció llarga, Bedwin Hacker. Volia fugir del règim de Ben Ali,la societat tunisiana que considerava que s'estava tornant més conservadora a causa de la pressió dels islamistes i les amenaces que va rebre per dues escenes polèmiques a Bedwin Hacker.(26:10) Després va dirigir diversos documentals, inclòs Ouled Lenine a 2008. A la tardor de 2009, a El Fani se li va diagnosticar un càncer de mama i va començar un tractament de quimioteràpia, que li va provocar la caiguda del cabell.

## Controvèrsia perLaïcité, Inch'Allah!
El documental de 2011 Ni Allah ni Maître, una obra de teatre basada en Ni Dieu ni maître eslògan encunyat pel socialista francès Louis Auguste Blanqui el 1880), estrenada a França sota el títol Laïcité, Inch'Allah !, descriu els esdeveniments que van conduir a la Revolució tunisiana i els que la van seguir directament, centrant-se en el paper de l'Islam en l'esfera pública. A la pel·lícula, El Fani afirma que la caiguda de Ben Ali no sols hauria de comportar la llibertat política, sinó també la llibertat religiosa. Ella defensa la ‘’laïcité (laïcisme) i adverteix de l'amenaça de l'islamisme.
A finals d'abril de 2011, El Fani va ser convidada per Hannibal TV per parlar de la seva nova pel·lícula a la televisió en un estudi amb 500 persones. Va informar que el missatge de la seva pel·lícula era ben entès i que no hi havia cap hostilitat per part del públic a la sala. Encara que ella mateixa va confirmar que era una atea, va afirmar que Ni Al·là ni Mestre no era "antireligiosa", sinó una defensa de la separació entre l'Església i l'Estat. En el moment de l'entrevista, era calba perquè encara estava sotmesa a quimioteràpia.
Una versió més curta editada de l'entrevista es va fer viral en línia poc després, provocant una reacció islamista. Durant l'estrena de la pel·lícula l'abril de 2011 a Tunis, desenes d'islamistes van atacar les portes del cinema, destruint el cinema. Allahu akbar! amb banderes negres i impedint efectivament la projecció. Els advocats islamistes van presentar denúncies contra la seva pel·lícula. El Fani va rebre nombroses amenaces de mort per ser atea i calba i va ser objectiu de difamacions massives a les xarxes socials. Una persona a les xarxes socials va prometre 200 milions de dinars a qui la matés. Va decidir fugir de Tunísia i tornar una vegada més a França per escapar de la persecució i la presó.
La seva pel·lícula es va estrenar a França el 21 de setembre de 2011 amb el títol Laïcité, Inch'Allah !, i per això va rebre el Prix Internationale de la laïcité. Més tard, la seva pel·lícula va ser objecte d'una tesi doctoral a Anglaterra sobre Secularism in Middle Eastern Documentaries. El Fani també es recuperava del seu càncer, fent broma dient que «La Revolució va ser el millor dels remeis». Tot i que esperava tornar a Tunísia «per viure-hi i finalment ser lliure», tenia por d'anar-hi i que li confisquessin el passaport.

## Carrera després del 2011
El Fani va dirigir Même pas mal el 2012. En ella, compara la seva lluita contra el càncer de mama amb la batalla política contra el fonamentalisme islàmic.
Després que l'activista tunisiana FEMEN Amina Tyler fos arrestada per publicar una foto nua d'ella en línia el 2013, El Fani va ser un dels molts que la van donar suport. Va compartir una imatge d'ella mateixa a Facebook amb una declaració al pit: «El meu cos em pertany i no és la font de l'honor de ningú». El 2013 va codirigir Nos seins, nos armes !, documental sobre el moviment Femen per France 2.
El 2 de juny de 2017, les sis denúncies presentades contra ella el 2011 arran de l'emissió de la seva pel·lícula Laïcité, Inch'Allah! van ser desestimades. El novembre de 2017, va tornar a Tunísia per presentar la seva pel·lícula Même pas mal. Va ser la primera vegada en sis anys que anava a Tunísia i veia el seu pare, durant els quals l'estat havia prohibit totes les seves pel·lícules.

## Filmografia
- 1990: Pour le plaisir (curtmetratge) – directora
- 1992: Fifty-fifty mon amour (curtmetratge) – directora
- 1993: Femmes Leader du Maghreb (llargmetratge documental) – directora
- 1993: Tanitez-moi (llargmetratge documental) – directora
- 1995: Mon cœur est témoin ( llargmetratge documental quebequès-tunisià de Louise Carré) – productora
- 1998: Tant qu'il y aura de la pelloche (curtmetratge documental) – directora
- 2003: Bedwin Hacker (llargmetratge) – directora, guionista i productora
- 2005: Unissez-vous, il n'est jamais trop tard ! (per a la sèrie de curtmetratges Paris la métisse) – directora
- 2007: Ouled Lenine (documental) – directora
- 2011: Ni Allah ni Maître (estrenada a França sota el títol Laïcité, Inch'Allah! (llargmetratge documental) – directora, productora
- 2012: Même pas mal (documental) – co-directora (amb Alina Isabel Pérez) i guionista
- 2013: Nos seins, nos armes! (llargmetratge documental per France 2 sobre el moviment Femen) – co-directora (amb Caroline Fourest)

## Reconeixement
El 2011, El Fani va rebre el Prix de la laïcité ("Premi de laïcitat") del Comité Laïcité République a França. El 2013, va guanyar el premi al millor documental del Fespaco per Même Pas Mal.